# Programa de Contrainteligencia
COINTELPRO (Counter Intelligence Program) o Programa de Contrainteligencia fue una serie de proyectos encubiertos e ilegales llevados a cabo por el FBI de Estados Unidos entre 1956 y 1971 con el objetivo de vigilar, infiltrar, desacreditar y desbaratar las organizaciones políticas nacionales estadounidenses. Los registros del FBI muestran que los recursos de COINTELPRO estaban dirigidos a grupos e individuos que el FBI consideraba subversivos, incluyendo organizaciones feministas, el Partido Comunista de Estados Unidos, organizadores contra la Guerra de Vietnam, activistas del movimiento de derechos civiles o del movimiento del Poder Negro (por ejemplo, Martin Luther King Jr, la Nación del Islam y el Partido de las Panteras Negras), organizaciones ecologistas y de defensa de los derechos de los animales, el American Indian Movement (AIM), movimientos independentistas (como los grupos independentistas puertorriqueños, como los Young Lords), y una serie de organizaciones que formaban parte de la Nueva Izquierda más amplia, y grupos no relacionados con nada de lo anterior, como el Ku Klux Klan.

## Descripción
En 1971, en San Diego, el FBI financió, armó y controló un grupo de extrema derecha formado por antiguos miembros de los Minutemen, una organización paramilitar anticomunista. Con su apoyo, se desarrolló la Secret Army Organization (en español, Organización del Ejército Secreto), que tenía como objetivo a grupos, activistas y líderes involucrados en el Movimiento Antiguerra, utilizando tanto la intimidación como los actos violentos.
El FBI ha utilizado operaciones encubiertas contra grupos políticos nacionales desde su creación. Pero las operaciones encubiertas específicas bajo la etiqueta oficial de COINTELPRO tuvieron lugar entre 1956 y 1971. Las tácticas de COINTELPRO se siguen utilizando hoy en día y se ha alegado que incluyen el descrédito de los objetivos a través de la guerra psicológica; el desprestigio de individuos y grupos mediante el uso de documentos falsos y la colocación de informes falsos en los medios de comunicación; el acoso; el encarcelamiento injusto; y la violencia ilegal, incluyendo el asesinato.
Según un informe del Senado estadounidense de 1976 sobre las actividades de inteligencia del gobierno, el objetivo del FBI en estos proyectos era "proteger la seguridad nacional, prevenir la violencia y mantener el orden social y político existente".
El director del FBI, J. Edgar Hoover, había emitido las directivas que regían COINTELPRO, ordenando a los agentes del FBI que "expusieran, desbarataran, desviaran, desacreditaran o neutralizaran de alguna manera" las actividades de estos movimientos y, especialmente, de sus líderes. Bajo el mando de Hoover, el agente a cargo de COINTELPRO era William C. Sullivan.
El fiscal general Robert F. Kennedy autorizó personalmente algunos de los programas a principios de la década de 1960, por ejemplo, dando la aprobación temporal para intervenir algunos de los teléfonos del activista Martin Luther King. dando la aprobación por escrito para la intervención limitada de los teléfonos de Martin Luther King "a modo de prueba, durante un mes más o menos". Hoover amplió la autorización para que sus hombres tuvieran "libertad de acción" para buscar pruebas en las áreas de la vida de King que consideraran pertinentes.
A partir de 1969, los líderes del Partido de las Panteras Negras de todo el país fueron objeto de COINTELPRO y fueron "neutralizados" al ser asesinados, encarcelados, humillados públicamente y/o acusados falsamente de delitos. Entre los Panteras Negras afectados estaban Fred Hampton, Mark Clark (ambos asesinados en 1969), Zayd Shakur, Geronimo Pratt, Mumia Abu-Jamal y Marshall Conway. Las tácticas habituales utilizadas por COINTELPRO fueron el perjurio, el acoso a los testigos, la intimidación de los mismos y la ocultación de pruebas.

## Historia
COINTELPRO comenzó en 1956 y estaba diseñado para "incrementar el faccionalismo, causar confusión y conseguir deserciones" dentro del Partido Comunista de los Estados Unidos de América (CPUSA). No obstante, el programa fue pronto ensanchado para incluir el desbarajuste del Partido de Trabajadores Socialistas (1961), del Ku Klux Klan (1964), de los grupos nacionalistas afroamericanos, incluyendo el Partido de las Panteras Negras y la Nación del Islam, y el movimiento sociopolítico de la Nueva Izquierda por completo, que agrupaba a grupos pacifistas (contra la guerra), comunidades y grupos religiosos (1968).
Una investigación posterior por el Comité Church del Senado (véase más abajo) afirmaba que "COINTELPRO comenzó en 1956, en parte por la frustración de los fallos del Corte Suprema limitando el poder del gobierno a proceder de manera patente contra grupos disidentes..." Más tarde el Congreso y varios casos en la corte [cita requerida] concluyeron que las operaciones de COINTELPRO contra los grupos comunistas y socialistas excedían los límites estatutarios de las actividades del FBI y violaba las garantías constitucionales de libertad de expresión y asociación.
Aquellos partidarios del programa argumentan que el proyecto estaba fundamentado en el conocimiento del FBI de que algunas organizaciones radicales y de izquierdas nacionales estaban siendo manipuladas por agencias de inteligencia extranjeras hostiles. Por ejemplo, el FBI tuvo acceso al texto en claro de Venona que mostraba que la Unión Soviética y su KGB manipulaban y trabajaban al amparo del Partido Comunista de CPUSA con propósitos de espionaje e incitación de disturbios nacionales en los Estados Unidos.
Algunas de las más importantes campañas de COINTELPRO contra el Partido de Trabajadores Socialistas  el Ku Klux Klan, la "Nueva Izquierda" (incluyendo varios grupos pacifistas contra la guerra como los Estudiantes para una Sociedad Democrática y el Comité Coordinador Estudiantil No Violenta), grupos de la Liberación Negra (como las Panteras Negras y la República de Nueva África) grupos independentistas Puertorriqueños, el Movimiento Amerindio y la organización Weatherman.
El programa fue secreto hasta 1971, cuando un grupo de radicales de izquierda entró en una oficina satélite del FBI haciéndose llamar la Comisión ciudadana que investiga al FBI. Tomaron varios dosiers de ficheros y pasaron la información a las agencias de noticias. En un año, el director del FBI Hoover declaró que el COINTELPRO centralizado se había terminado, y que todas las futuras operaciones de contra-inteligencia serían llevadas caso por caso.
Se revelaron documentos adicionales en el curso de juicios separados llevados a cabo con cargos contra el FBI por el corresponsal de la NBC Carl Stern, el SWP, y  otros grupos. Se lanzó una investigación mayor en 1976 por el Comité Seleccionado para Estudiar las Operaciones Gubernamentales Respecto a las Actividades de Contrainteligencia del Senado de los Estados Unidos, referido comúnmente como el "Comité Church" por su presidente, el senador Frank Church de Idaho. A pesar de ello, hay millones de páginas de documentos que permanecen sin publicarse, y muchos de los documentos publicados están completamente censurados.
En el Informe Final de Comité Seleccionado, COINTELPRO fue recriminado en términos explícitos:

"Muchas de las técnicas usadas serían intolerables en una sociedad democrática incluso si todos los objetivos hubiesen estado envueltos en actividades criminales, pero COINTELPRO fue mucho más lejos de esto...el FBI condujo una sofisticada operación de vigilancia con la intención directa de impedir el ejercicio de la libertad de expresión y asociación proporcionados por la Primera Enmienda, con la teoría de que prevenir el crecimiento de grupos peligrosos y la propagación de ideas perniciosas protegerían la seguridad nacional e impediría la violencia"

El Comité Church documentó la historia de cómo era usado el FBI con fines de represión política datando desde la Primera Guerra Mundial, a lo largo de los años 1920, cuando se les acusó de reunir "anarquistas y revolucionarios" para su deportación, y luego continuando desde 1936 hasta 1976.
El FBI alega que ya no emprende operaciones de COINTELPRO o tipo COINTELPRO. Sin embargo, sus críticos afirman que programas de la agencia que llevan el mismo espíritu que COINTELPRO apuntan a grupos como el Comité en Solidaridad con el pueblo de El Salvador, La Tierra Primero! y el movimiento antiglobalización.

## Métodos
Según Brian Glick, en "War at Home" (que se puede traducir como la "Guerra en Casa"), COINTELPRO usaba una amplia variedad de métodos, entre los que se incluyen:
1. Infiltración: Agentes e informadores no espiaban meramente a los activistas políticos. Su objetivo principal era desacreditarlos y provocar su desbarajuste. Su misma presencia servía para socavar la confianza y ahuyentar a partidarios potenciales. El FBI y la policía explotaban este miedo acusando a activistas genuinos de ser agentes".[29]
2. Guerra psicológica desde el exterior: El FBI y la policía usaban una miríada de "trucos sucios" para minar los movimientos progresivos. Infiltraban historias falsas en los medios y publicaban folletos erróneos y otras publicaciones usando el nombre de los grupos objetivo. Falsificaban la correspondencia, enviaban cartas anónimas, y realizaban llamadas anónimas. Esparcían desinformación sobre encuentros y eventos, montaban pseudo movimientos de grupos llevados por agentes gubernamentales, y manipulaban o llevaban a cabo tácticas represivas contra familiares, trabajadores, patrones, oficiales de escuela y otros para causar problemas a los activistas".[30]
3. Hostigamiento mediante el sistema legal: El FBI y la policía abusó del sistema legal para acosar/acosar en grupo  a disidentes y hacer que pareciesen criminales. Oficiales de ley mintieron bajo juramento y presentaron evidencias falsas como pretexto para arrestos ilegales y encarcelamientos injustos. Imponían leyes de impuestos y otro tipo de regulaciones gubernamentales de manera discriminatoria y usaban vigilancia destacada, entrevistadores 'investigadores', y citaciones de jurado de acusación con el propósito de intimidar a activistas y silenciar a sus simpatizantes".
4. Fuerza extralegal y violencia: El FBI y la policía amenazaban, instigaban, y ellos mismos llevaban a cabo robos, vandalismo, asaltos y palizas. El objeto de esto era asustar a los disidentes y trastornar sus movimientos. En el caso de los activistas negros y puertorriqueños (y latinoamericanos), estos ataques —incluyendo asesinatos políticos— eran tan extensos, despiadados, y calculados que pueden ser calificados de forma precisa como una forma de terrorismo 'oficial'".[31]

El FBI condujo trabajos tipo "black bag", entradas subrepticias sin órdenes judiciales, contra los grupos objetivo y sus miembros.
Partidarios del FBI argumentan que la agencia estaba convencida de que semejante amenaza de subversión nacional, que suponían los grupos radicales, requerían esfuerzos extraordinarios para impedir la violencia y la insurgencia revolucionaria. Hoover estaba dispuesto a usar alegaciones falsas para atacar a sus enemigos políticos. En un memorándum escribió: "El propósito de la acción de contrainteligencia es despertar el Partido de las Panteras Negras y es inmaterial preguntarse si existen hechos para substanciar los cargos".
En 1969 el agente especial del FBI en San Francisco escribió a Hoover que su investigación del Partido de las Panteras Negras revelaba que, al menos en su ciudad, los nacionalistas Negros estaba primordialmente dando de comer a niños. Hoover contraatacó con un memorándum insinuando que las ambiciones profesionales del agente estaban directamente relacionadas con su suministro de evidencias para apoyar la visión de Hoover de que el Partido era "una organización propensa a la violencia que buscaba derrocar al Gobierno con métodos revolucionarios".
En el Día Memorial, durante la explosiva respuesta política de la Universidad de California Berkeley al bombardeo de Camboya, los Jimi Hendrix Experience tocaron en el Centro Comunitario de Berkeley. Como cindición de pasaje de seguridad para el evento, el Consultor de Relaciones-Comunitarias retenido para "calmar" a los de la zona presentó a Jimi Hendrix a las esposas de los líderes del Partido de las Panteras Negras: Arie Seal y Pat Hilliard. El encuentro estuvo restringido a los directores y después de esto se realizó el anuncio de que Jimi Hendrix llevaría a cabo un concierto benéfico para las Panteras {Negras y Blancas} en el Coliseo de Oakland durante septiembre de 1970. Pero no iba a poder ser. Operativos de COINTELPRO en Londres interceptaron esta fusión de la Revolución Política Negra y la Revolución Cultural Blanca. Hendrix tocó en Berkeley, pero no en Oakland.

## Vigilancia ilegal
El informe final del Comité Selecto de Inteligencia del Senado de Estados Unidos, el Comité Church, concluyó que:

Demasiadas personas han sido espiadas por demasiadas agencias del Gobierno y demasiada información ha sido recolectada. El Gobierno a menudo ha llevado a cabo vigilancia secreta de ciudadanos según sus creencias políticas, incluso cuando esas creencias no suponían amenaza alguna de violencia o actos ilegales en nombre de un poder extranjero hostil. El Gobierno, operando principalmente a través de informantes secretos, pero también usando otras técnicas intrusivas como pinchazos telefónicos, micrófonos espía, apertura de correo subrepticia, y robos, ha barrido vastas cantidades de información sobre las vidas, vistas y asociaciones personales de ciudadanos Americanos. Investigaciones de grupos estimados potencialmente peligrosos —e incluso de grupos sospechosos de asociarse con organizaciones potencialmente peligrosas— ha continuado durante décadas, a pesar del hecho de que estos grupos no se involucraron en actividades ilícitas. Se han acosado y desbaratado grupos e individuos por sus punto de vista políticos y sus estilos de vida. Investigaciones en vagos estándares cuya amplitud hacía inevitable la recolección masiva. Se han empleado tácticas desagradables y despiadadas, incluyendo intentos anónimos para romper matrimonios, interrumpir encuentros, condenar al ostracismo a personas en sus profesiones y provocar rivalidades entre grupos objetivo que podrían haber resultado en muertes. Las agencias de inteligencia han servido a los objetivos políticos y personales de presidentes y otros altos oficiales. Mientras que las agencias a menudo cometían excesos en respuesta a la presión de los altos oficiales en la rama Ejecutiva y el Congreso, también ocasionalmente iniciaban actividades impropias y luego las ocultaban a los oficiales que tenían el deber de informar sobre las mismas.

Oficiales gubernamentales —incluyendo a aquellos cuyo deber principal es hacer cumplir la ley— han violado o ignorado la ley durante largos periodos temporales y han abogado y defendido su derecho a incumplir la ley.

El sistema Constitucional de comprobaciones y balances no ha controlado adecuadamente las actividades de inteligencia. Hasta hace poco la rama Ejecutiva no ha ni delineado el ámbito de las actividades admisibles ni establecido procedimientos para supervisar a las agencias de inteligencia. El Congreso ha fracasado en realizar suficiente supervisión, raramente preguntando el uso que se estaba dando a sus asignaciones. La mayoría de las cuestiones nacionales de inteligencia no han llegado a las cortes, y en aquellos casos en los que si que han llegado a las cortes, la magistratura ha estado reacia a tratar de resolverlos.

## Lectura adicional
(En inglés)

### Libros
- Blacstock, Nelson (1988). Cointelpro: The FBI's Secret War on Political Freedom. Pathfinder Press. ISBN 0-87348-877-6.
- Carson, Clayborne; Gallen, David, editors (1991). Malcolm X: The FBI File. Carroll & Graf Publishers. ISBN 0-88184-758-5.
- Churchill, Ward; Vander Wall, Jim. (2002). The Cointelpro Papers: Documents from the FBI's Secret Wars Against Dissent in the United States (2nd ed.). South End Press. ISBN 0-89608-648-8.
- Churchill, Ward; Vander Wall, Jim. (2002). Agents of Repression: The FBI's Secret Wars Against the Black Panther Party and the American Indian Movement (2nd ed.). South End Press. ISBN 0-89608-646-1.
- Cunningham, David (2004). There’s Something Happening Here: The New Left, The Klan, and FBI Counterintelligence. University of California Press. ISBN 0-520-23997-0.
- Davis, James Kirkpatrick (1997). Assault on the Left. Praeger Trade. ISBN 0-275-95455-2.
- Garrow, David (2006). The FBI and Martin Luther King, Jr. (Revised ed.). Yale University Press. ISBN 0-300-08731-4.
- Glick, Brian (1989). War at Home: Covert Action Against U.S. Activists and What We Can Do About It. South End Press. ISBN 0-89608-349-7.
- Halperin, Morton; Berman, Jerry; Borosage Robert; Marwick, Christine (1976). The Lawless State: The Crimes Of The U.S. Intelligence Agencies. ISBN 0-14-004386-1.
- Perkus, Cathy (1976). Cointelpro. Vintage.

### Informes del Gobierno de Estados Unidos
- U.S. Congress. House. Committee on Internal Security. Hearings on Domestic Intelligence Operations for Internal Security Purposes. 93rd Cong., 2d sess, 1974.
- U.S. Congress. House. Select Committee on Intelligence. Hearings on Domestic Intelligence Programs. 94th Cong., 1st sess, 1975.
- U.S. Congress. Senate. Committee on Government Operations. Permanent Subcommittee on Investigations. Hearings on Riots, Civil and Criminal Disorders. 90th Cong., 1st sess. - 91st Cong., 2d sess, 1967-1970.
- U.S. Congress. Senate. Select Committee to Study Governmental Operations with Respect to Intelligence Activities. Hearings — The National Security Agency and Fourth Amendment Rights. Vol. 6. 94th Cong., 1st sess, 1975.
- U.S. Congress. Senate. Select Committee to Study Governmental Operations with Respect to Intelligence Activities. Hearings — Federal Bureau of Investigation. Vol. 6. 94th Cong., 1st sess, 1975.
- U.S. Congress. Senate. Select Committee to Study Governmental Operations with Respect to Intelligence Activities. Final Report — Book II, Intelligence Activities and the Rights of Americans. 94th Cong., 2d sess, 1976.
- U.S. Congress. Senate. Select Committee to Study Governmental Operations with Respect to Intelligence Activities. Final Report — Book III, Supplementary Detailed Staff Reports on Intelligence Activities and the Rights of Americans. 94th Cong., 2d sess, 1976.

## En la cultura popular
- Canción "Wake Up" por Rage Against The Machine
- Canción "No Justice, No Peace" por Aus-Rotten
- Canción "Your Next Bold Move" por Ani Difranco
- Canción "With Friends Like These Who the Fuck Needs Cointelpro" por Propagandhi
- Canción "You're Wong" por NOFX
- Proyecto Camelot

### Documentales
- "Me and My Shadow": A History of the FBI's Covert Operations and COINTELPRO - Part 1. 34:21 minute Real Audio. Produced by Adi Gevins, Pacifica Radio. 1976. Rebroadcast by Democracy Now! Wednesday, June 5 2002. Retrieved May 12 2005.
- "Me and My Shadow": A History of the FBI's Covert Operations and COINTELPRO - Part 2. 13:43 minute Real Audio. Produced by Adi Gevins, Pacifica Radio. 1976. Rebroadcast by Democracy Now! Thursday, June 6 2002. Retrieved May 12 2005.

### Sitios web
- COINTELPRO now
- Paul Wolf's COINTELPRO website, a detailed reference site Archivado el 21 de octubre de 2010 en Wayback Machine.. Retrieved April 19 2005.
- COINTELPRO STILL LIVES by Sista Shiriki Unganisha
- COINTELPRO: The Untold American Story - presented to U.N. World Conference Against Racism 2001 by the U.S. Congressional Black Caucus
- The Judi Bari case, COINTELPRO in the 1990s. Retrieved April 19 2005.
- COINTELPRO: the Sabotage of Legitimate Dissent, What Really Happened, June 5 1998.
- Fake Black Panther Party coloring book distributed by the FBI
- COINTELPRO-WHITE HATE Operation Against the Ku Klux Klan

### Informe del Gobierno de Estados Unidos
Final Report of the Select Committee to Study Governmental Operations with Respect to Intelligence Activities. United States Senate, 94th Congress, 2nd Session, April 26 (legislative day, April 14), 1976. [AKA "Church Committee Report"]. Archived on COINTELPRO sources website Archivado el 21 de octubre de 2010 en Wayback Machine.. Transcription and html by Paul Wolf. Retrieved April 19 2005. 
- Intelligence Activities and the Rights of Americans, Book II

I. Introduction and Summary
II. The Growth of Domestic Intelligence: 1936 to 1976
III. Findings
(A) Violating and Ignoring the Law
(B) Overbreadth of Domestic Intelligence Activity
(C) Excessive Use of Intrusive Techniques
(D) Using Covert Action to Disrupt and Discredit Domestic Groups
(E) Political Abuse of Intelligence Information
(F) Inadequate Controls on Dissemination and Retention
(G) Deficiencies in Control and Accountability
IV. Conclusions and Recommendations
- Supplementary Detailed Staff Reports, Book III

- - COINTELPRO: The FBI's Covert Action Programs Against American Citizens
  - Dr. Martin Luther King, Jr., Case Study
  - The FBI's Covert Action Program to Destroy the Black Panther Party
  - The Use of Informants in FBI Intelligence Investigations
  - Warrantless FBI Electronic Surveillance
  - Warrantless Surreptitious Entries: FBI "Black Bag" Break-ins And Microphone Installations
  - The Development of FBI Domestic Intelligence Investigations
  - Domestic CIA and FBI Mail Opening
  - CIA Intelligence Collection About Americans: CHAOS Program And The Office of Security
  - National Security Agency Surveillance Affecting Americans
  - Improper Surveillance of Private Citizens By The Military
  - The Internal Revenue Service: An Intelligence Resource and Collector
  - National Security, Civil Liberties, And The Collection of Intelligence: A Report On The Huston Plan